# Integral po putevima (kvantna mehanika)
U fizici, formalizam integrala po putevima jedan je od opisa kvantne mehanike. U ovom formalizmu ukida se pojam jedne, jedinstvene klasične putanje kojom sustav može poći te se umjesto toga koristi funkcionalni integral po beskonačno mnogo kvantno-mehanički mogućih putanja za izračunavanje kvantne amplitude vjerojatnosti. 
Ova se formulacija pokazala ključnom za razvoj teorijske fizike jer je pomoću nje lakše postići Lorentzovu kovarijancu (vremenske i prostorne komponente veličina ulaze u jednadžbe na isti način) nego u operatorskom formalizmu kanonske kvantizacije. Za razliku od prethodnih metoda, integral po putevima omogućuje jednostavnu promjenu koordinata između vrlo različitih kanonskih opisa istog kvantnog sustava. Još jedna prednost je što je u praksi lakše pogoditi ispravan oblik Lagrangiana teorije, koji prirodno ulazi u integrale po putu (za interakcije određenog tipa to su integrali koordinatnog prostora ili Feynmanovih putanja), nego Hamiltonian. Mogući nedostaci pristupa uključuju da je unitarnost (ovo je povezano s očuvanjem vjerojatnosti; vjerojatnosti svih fizički mogućih ishoda moraju biti jednaki jedinici) S-matrice (koristi se prilikom procesa gdje postoji neka vrsta raspršivanja) nejasna u formulaciji. Pristup integrala po puta pokazao se ekvivalentnim drugim formalizmima kvantne mehanike i kvantne teorije polja te može se pokazati kako je ekvivalentan formalizmu Schrödingerove jednadžbe.

## Povijest
Osnovna ideja formulacije integrala po putevima može se pratiti do Norberta Wienera, koji je predstavio Wienerov integral za rješavanje problema u difuziji i Brownovom gibanju. Ovu ideju je Paul Dirac proširio na korištenje Lagrangiana u kvantnoj mehanici, čiji je rad iz 1933. iznjedrio formulaciju integrala po putevima. Kompletnu metodu 1948. razvio je Richard Feynman. Neke preliminarne postavke razrađene su ranije u njegovom doktorskom radu pod nadzorom Johna Archibalda Wheelera. Izvorna motivacija proizašla je iz želje da se dobije kvantno-mehanička formulacija koristeći Lagrangian (umjesto Hamiltonian kako se koristi u Schrödingerovoj jednadžbi) kao početnu točku.

## Teorija
Prema ovom tumačenju, čestica nema dobro definiranu putanju između dvije točke nego ona uzima svaku moguću putanju. Svakoj putanji pridružuje se kompleksni broj te se njihovom sumom (integralom) dobiva amplituda vjerojatnosti da će se nači čestica na nekoj točki {\displaystyle B} ukoliko je krenula iz {\displaystyle A}. Amplituda vjerojatnosti je kompleksni broj. Vrijednosti valne funkcije i propagatora su amplitude vjerojatnosti. 
Definira se propagator (kompleksna funkcija koja određuje amplitudu vjerojatnosti da čestica putuje s jednog mjesta na drugo u određenom vremenskom razdoblju) {\displaystyle K(x_{f},t_{f};x_{i},t_{i})} kao:
{\displaystyle K=\int {\mathcal {D}}[x(t)]\,e^{{\frac {i}{\hbar }}S[x(t)]}}
gdje je {\displaystyle S} djelovanje definirano kao {\displaystyle S[x(t)]=\int _{t_{i}}^{t_{f}}L(x,{\dot {x}},t)\,dt,}
a {\displaystyle {\mathcal {D}}[x(t)]} mjera po kojoj integriramo.
Ta "mjera" se definira kao:
{\displaystyle {\mathcal {D}}x(t)\ =\ \lim _{N\to \infty }\left(\,{\frac {m}{2\pi i\hbar \epsilon }}\,\right)^{N/2}\ \left[\,\prod _{j=1}^{N-1}dx_{j}\,\right]}
i nije mjera u pravom matematičkom smislu teorije mjera. Vremenski koraci se diskretiziraju kao {\displaystyle \epsilon ={\frac {t_{f}-t_{i}}{N}}}.
Propagator se također definira kao unutarnji produkt dvaju svojstvenih vektora operatora položaja kao:
{\displaystyle K(x_{f},t_{f};x_{i},t_{i})=\langle x_{f}|e^{-{\frac {i}{\hbar }}H(t_{f}-t_{i})}|x_{i}\rangle .}
gdje je {\displaystyle {\hat {U}}(t)=e^{-{\frac {i}{\hbar }}H(t_{f}-t_{i})}} unitarni operator vremenske evolucije između dva trenutka.
Tako se za nerelativističku česticu, koja ima kinetičku energiju oblika kvadratne funkcije, amplituda vjerojatnosti može zapisati kao: 
{\displaystyle \langle x_{f}|e^{-{\frac {i}{\hbar }}H(t_{f}-t_{i})}|x_{i}\rangle ={\lim _{N\to \infty }\int \left(\,{\frac {m}{2\pi i\hbar \epsilon }}\,\right)^{N/2}\ e^{\frac {iS[x(t)]}{\hbar }}\prod _{j=1}^{N-1}dx_{j}}.}

Kako bi se dobila funkcija gustoće vjerojatnosti, mora se povezati propagator s valnom funkcijom. Sljedeća jednadžba povezuje to dvoje: 
{\displaystyle \psi (x,t)=\int K_{t}(x,x')\psi (x',0)\mathrm {d} x'}
sada, koristi se poznato Bornovo pravilo kako bi dobili funkciju gustoće vjerojatnosti: 
{\displaystyle \rho (x)=|\psi (x,t)|^{2}dx}
Ova analiza vrijedi za nerelativističke propagatore, za propagatore koje opisuju čestice pri relativističkim brzinama, ne postoji dobro definirana valna funkcija {\displaystyle \psi (x,t)}. 

## Primjer: slobodna čestica
Za slobodnu česticu djelovanje iznosi:
{\displaystyle S=\int {\frac {{\dot {x}}^{2}}{2}}\,\mathrm {d} t}
uvrštavanjem u 
{\displaystyle K=\int {\mathcal {D}}[x(t)]\,e^{{\frac {i}{\hbar }}S[x(t)]}}
dobiva se da je propagator: 
{\displaystyle K(x_{f},t_{f};x_{i},t_{i})={\sqrt {\frac {m}{2\pi i\hbar (t_{f}-t_{i})}}}\exp \left({\frac {i}{\hbar }}{\frac {m(x_{f}-x_{i})^{2}}{2(t_{f}-t_{i})}}\right).}
Valna funkcija za slobodnu česticu je:
{\displaystyle \psi (x,t)={\sqrt {\frac {m}{2\pi i\hbar t}}}\exp \left({\frac {i}{\hbar }}{\frac {mx^{2}}{2t}}\right)}
te se vidi sličan oblik kao i oblik propagatora. Ovo mora biti tako jer su Schrödingerova jednadžba i formulacija integrala po putevima ekvivalentne formulacije.
Sada je moguće kvadrirati apsolutnu vrijednost propagatora te dobiti:
{\displaystyle \left|K(x_{f},t_{f};x_{i},t_{i})\right|^{2}={\frac {m}{2\pi \hbar (t_{f}-t_{i})}}.}
ovo nije funkcija gustoće vjerojatnosti koja se dobije kada bi se koristilo Bornovo pravilo na valnu funkciju jer {\displaystyle K} nije moguće normalizirati na cijelom {\displaystyle \mathbb {R} }. Ovakva se funkcija" zove relativna gustoća vjerojatnosti.
Ovdje se vidi kako {\displaystyle K} nije funkcija od {\displaystyle x}
nego je uniformno raspoređena; to je zato što propagator ujedno predstavlja i valnu funkciju s početnim uvjetom Dirac delta funkcije (znamo točnu lokaciju čestice) što je nemoguće zbog načela neodređenosti te zbog toga ta valna funkcija odmah postane konstantna funkcija na cijelom prostoru, odnosno česticu se može pronaći bilo gdje s jednakom vjerojatnošću. Takav rezultat se dobio zbog nefizikalnog početnog uvjeta koji se također zove i Greenova funkcija.

### Povezanost sprincipom stacionarnog djelovanja
Formulacija integrala po putevima dodjeljuje svakoj putanji određeni kompleksni broj, te integralom svih tih putanja dobivamo propagator (odnosno amplitudu vjerojatnosti). Odnosno, sustav nema dobro definiranu jedinstvenu putanju nego istražuje istovremeno sve putanje kojima je moguće poći između točke {\displaystyle A} i točke  {\displaystyle B} (ima ih beskonačno mnogo). Postavlja se pitanje, zašto se onda za makroskopske objekte nikad ne uoči da recimo lopta ide više od jednom putanjom ili nekom drugom putanjom od one kojom onda zapravo ide. To je zato što se za makroskopske objekte vektori (kompleksni brojevi) međusobno "pokrate" za sve putanje, osim za putanju koja je putanja stacionarnog djelovanja. 
Za tu putanju vektori djeluju otprilike u istom smjeru (jer su invarijantni prema promjenama prvog reda) te skupa rade najvjerojatniju putanju koju onda uvijek vidimo u prirodi oko nas. Bitno je naglasiti kako ova formulacija govori o tome kako je normalna putanja (putanja stacionarnog djelovanja) samo najvjerojatnija jer ne možemo sa stopostotnom sigurnošću reći kojom putanjom će čestica poći.